# Un amore regale
Un amore regale (The Royal We) è un film per la televisione del 2025 diretto da Clare Niederpruem.

## Trama
Il principe Desmond di Androvia e la principessa Coralina di Vostierrie sono stati promessi in matrimonio fin da bambini dai loro nonni per porre fine a una lunga rivalità tra i due regni. Tuttavia, la situazione prende una piega inaspettata quando Coralina rinuncia al trono e fugge con un idraulico del castello. Desmond, che inizialmente non si sente influenzato dalla cosa, decide comunque di trovare una soluzione: sceglie di chiedere in matrimonio Beatrix, la sorella minore di Coralina.
Beatrix, che dopo anni di paragoni con la sorella perfetta ha scelto una vita tranquilla a Boston, viene così coinvolta nella politica dei regni. Desmond, con il suo entourage, va a Boston per chiederle di sposarlo, per rispettare l'accordo tra i nonni che riguarda il governo di una provincia contesa da secoli. Beatrix, pur non entusiasta, accetta di incontrarlo e, dopo aver riflettuto, decide di dire sì per il bene della sua famiglia e del regno. Prima, però, decide di passare del tempo con lui per conoscerlo meglio.
Durante il loro breve fidanzamento, Desmond e Beatrix iniziano a formare un legame, con notti passate a parlare e a condividere interessi, come la passione di Desmond per l'astronomia. Nonostante il peso delle aspettative politiche, i due si avvicinano, e la personalità di Beatrix conquista il pubblico, aumentando la sua popolarità e facendo progredire la sua fondazione per l'educazione delle giovani ragazze.
Nel frattempo, la rivalità tra i due regni si manifesta in un pranzo reale, dove i re Winston e Richmond continuano le loro dispute. Beatrix, con le sue esperienze di mediazione, interviene per risolvere la situazione, e i due re, dopo aver riconosciuto che la loro rivalità era solo una tradizione familiare senza basi reali, arrivano a un accordo. Viene quindi firmato un trattato dove i re acconsentono a condividere il governo della pronvincia contesa e, poiché non c'è più motivo per cui Desmond e Beatrix debbano sposarsi, il fidanzamento viene annullato.
Tuttavia, Desmond e Beatrix si rendono conto di essersi davvero innamorati. Si incontrano al confine tra i due regni, dove finalmente si dichiarano il loro amore. Quando Desmond le fa nuovamente la proposta di matrimonio, questa volta per amore genuino, Beatrix accetta.

## Tramissione
Il film è andato in onda per la prima volta sul canale statunitense Hallmark Channel il 1º marzo 2025.
In Italia sarà trasmesso in prima visione e in prima serata su Rai 1 il 1º luglio 2025.